# Svetozar Marović
Svetozar Marović, född 31 mars 1955 i Kotor, Montenegro, var president och regeringschef för Serbien och Montenegro från den 7 mars 2003 till den 3 juni 2006 då Montenegro förklarade sig självständigt.
Marović föddes i Kotor med en kroatisk far och en montenegrinsk mor. Han växte upp i staden Budva och har alltid sett den som sin hemstad. Marović studerade vid Veljko Vlahović University i Titograd där han läste juridik.